# Reinos del Sahel

El Sahel forma un cinturón de hasta mil kilómetros de ancho que atraviesa África desde el océano Atlántico hasta el mar Rojo.

Los reinos del Sahel fueron un conjunto de reinos o imperios que se ubicaron en el Sahel, la región de tierras de pastoreo al sur del Sahara. La riqueza de estos estados se basaba en el control de las rutas comerciales que atravesaban el desierto. Su poder provenía de la posesión de animales de carga, como camellos y caballos, que eran suficientemente rápidos como para dominar un gran imperio, siendo al mismo tiempo útiles en la batalla. Se trató en todos los casos de reinos e imperios muy descentralizados, cuyas ciudades gozaban de una gran autonomía.

## Economía
Existieron reinos e imperios integrados, con ciudades y pueblos relevantes, así como territorios menos organizados con importantes poblaciones dispersas. Las gentes de estos reinos practicaban la agricultura, la caza, la pesca, la esclavitud y la artesanía (trabajando el metal, la tela y la cerámica). Navegaron a través de los ríos y lagos de la zona, comerciando tanto a larga como a corta distancia, utilizando sus propias divisas. Como en otras muchas regiones de África, diferentes reinos indígenas basaron su poderío en el comercio de esclavos africanos. Los ashanti explotaron su predominio militar llevando esclavos hacia fuertes costeros establecidos originalmente por Portugal a partir de 1480, y explotados posteriormente por Holanda, Dinamarca y Inglaterra. La red esclavista se expandió rápidamente hacia todo el Sahel, donde los Mossi redirigieron el antiguo comercio de esclavos desde la ruta del Mar Mediterráneo hacia la región de la Costa del Oro. Las ciudades del Sáhara y del Sahel del Imperio de Malí se organizaron para acoger tanto puestos en las rutas de caravanas que practicaban el comercio a larga distancia así como en centros comerciales para diferentes productos de África Occidental. En Taghaza, por ejemplo, se intercambiaba sal. En Takedda, cobre. Ibn Battuta observó el empleo de fuerza de trabajo esclava en ambas poblaciones.

## Historia de los reinos del Sahel
- El primer estado importante en ganar peso en la región fue el Imperio de Ghana. Este reino se ubicaba en lo que son hoy Senegal y Mauritania, siendo el primer estado en beneficiarse de la llegada de animales de carga a la región gracias a los comerciantes árabes. Ghana dominó la región entre los años 100 y 900s DC. Otros estados más pequeños de la región hacia esta época fueron Takrur al oeste, el reino mande de Malí hacia el sur y el Songay en la zona de Gao, hacia el este.

- Cuando Ghana colapsó como consecuencia de la invasión de los almorávides, una serie de breves reinados le siguieron, en particular el de Sosso. A partir de 1235, el Imperio de Malí se alzó hasta dominar la región. Situado a lo largo del río Níger, en lo que son hoy Níger y Malí, alcanzó su cénit hacia la década de 1350. Para 1400 había perdido el control de varios de sus estados vasallos.

- El más poderoso de entre estos estados vasallos del Imperio de Malí era el Imperio songhai, que se expandió rápidamente a partir del reinado del rey Sonni Alí en los años 1460. Hacia 1500, había crecido hasta alcanzar una superficie que se extendía desde Camerún hasta el Magreb, siendo el estado más grande de la historia de África. Como los anteriores, también tuvo una corta vida y colapsó en 1591 como resultado del ataque marroquí con mosquetes.

- Hacia el este, sobre el lago Chad, el estado de Kanem-Bornu, fundado como Kanem en el siglo XIX, creció hasta alcanzar una gran preeminencia en la zona central del Sahel. En su zona occidental, las ciudades estado hausa se volvieron dominantes. Estos estados coexistieron con tensiones entre ambos, pero fueron relativamente estables.

- En 1810, el Imperio fulani se alzó y conquistó el Hausa, creando un estado más centralizado. Éste y Kanem-Bornu siguieron existiendo hasta el avance tierra adentro de los europeos, momento en el que ambos estados cayeron y la región quedó dividida bajo el dominio colonial de Francia y Gran Bretaña.

## Mapas

Influencia del Imperio de Kanem hacia el 1200 d. de C.
El Imperio de Ghana en su máxima extensión, en torno al 1050.
Extensión del Imperio de Malí hacia 1350.
Estados integrantes del Imperio wólof c. 1400.
Malí, Songhai y los Estados circundantes, en torno a 1530.
El Imperio songhai, hacia 1500.
Los reinos del Sahel occidental hacia 1625.
Bornu y los Estados orientales del Sahel hacia 1750.